# Melchior Broederlam
Melchior Broederlam (floruit c.1381-1409) foi um pintor flamengo que pertenceu ao gótico internacional. Desde 1387 ele era pintor oficial da corte de Filipe II da Borgonha.
Pouco se sabe sobre sua vida. Foi um pintor refinado e sutil. Sua principal influência foi Jan van Eyck. Suas paisagens são espaçosasa e amplas, em tons verdes e marrons, que contrastam coma s figuras, vestidas em tons vermelhos e azuis. 
Por causa das questões iconoclastas, apenas permanecem algumas obras, como retábulos. 
Retábulo para Felipe, o Atrevido